# Tomasz Giedrojć
Tomasz Giedrojć (ur. 24 września 1969 w Suwałkach) – polski piłkarz grający na pozycji napastnika. Razem z Jagiellonią w I lidze rozegrał 43 mecze i zdobył 2 gole. Wychowanek Wigier Suwałki. Były następnie zawodnikiem kolejno Jagiellonii, Hetmana Białystok, KP Wasilków, Cresovii Siemiatycze, Pogoni Łapy, Znicza Suraż i BKS Jagiellonii Białystok.